# Szlembark
Szlembark (örtlich Ślebork) ist eine Ortschaft mit einem Schulzenamt der Landgemeinde Nowy Targ im Powiat Nowotarski der Woiwodschaft Kleinpolen in Polen.

## Geographie
Der Ort liegt am linken Ufer des Flusses Dunajec unter den Gorcen.

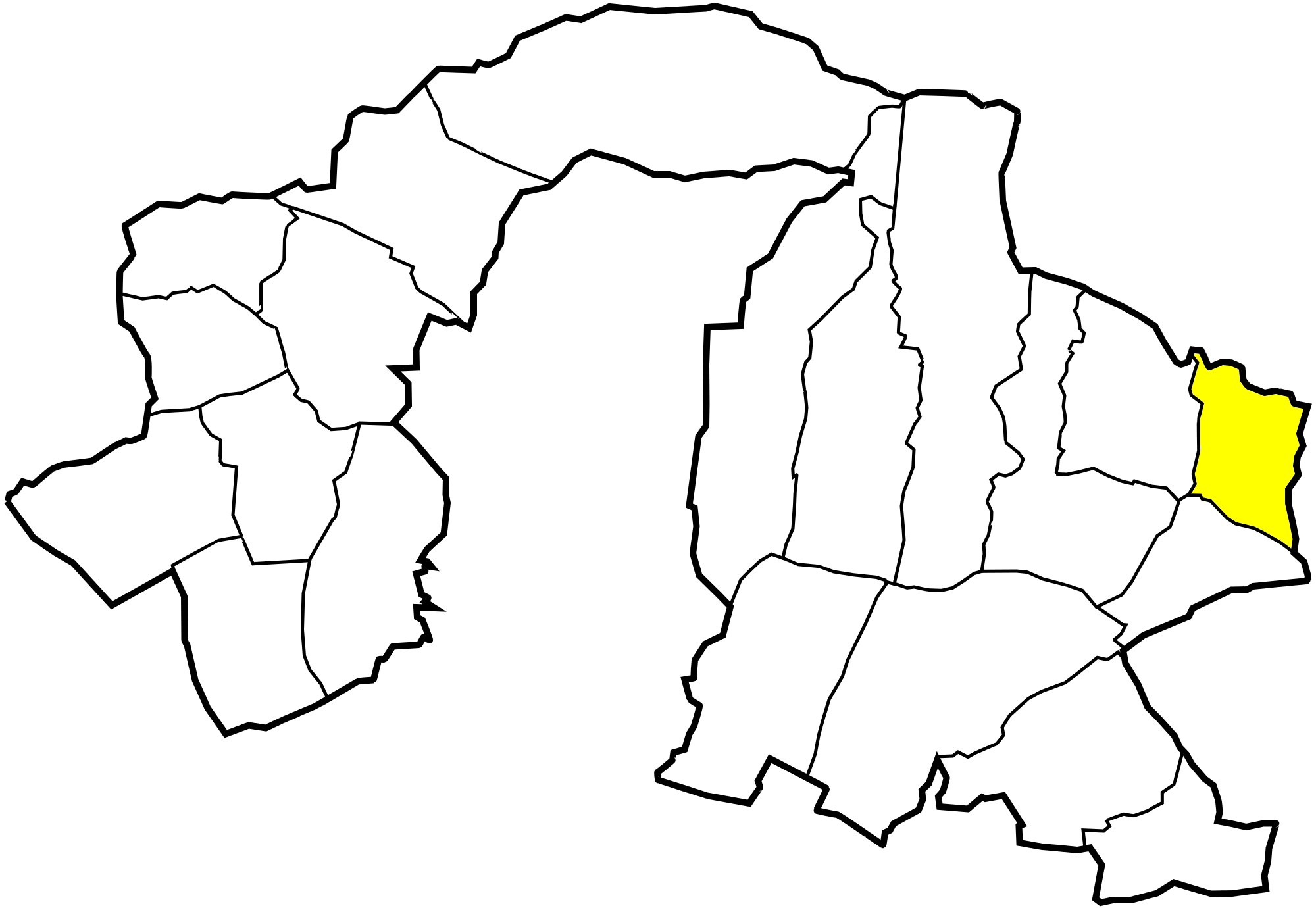
Dorf in der Gemeinde

## Geschichte
Der Ort wurde etwa in der Mitte des 14. Jahrhunderts durch die Deutsche Ostsiedlung gegründet, wobei der Name vom deutschen Schlehmberg abgeleitet ist.
1400 wurde der deutschstämmige Name *Slēhenberg als Slachimberk und später als Slebark (1487), Sląbark (1536) erwähnt. Der Name wurde von der Form *Slēmbarg (< mhd. Slēhenbërc) polonisiert, in der örtlichen Mundart wurde er als ślebork ausgesprochen.
Mit Harklowa und Knurów hatte er einen gemeinsamen Besitzer, erst die Familie Stadnicki, Lubomirski (17. Jahrhundert), ab 18. Jahrhundert Tarnowski.
Bei der Ersten Teilung Polens kam das Dorf 1772 zum neuen Königreich Galizien und Lodomerien des habsburgischen Kaiserreichs (ab 1804).
1918, nach dem Ende des Ersten Weltkriegs und dem Zusammenbruch der k.u.k. Monarchie, kam Szlembark zu Polen. Unterbrochen wurde dies nur durch die Besetzung Polens durch die Wehrmacht im Zweiten Weltkrieg.
Ab 1926 wurde das arme Dorf von Tadeusz Kulisiewicz oft besucht, der das Dorf in Polen bekannt gemacht.
Von 1975 bis 1998 gehörte Szlembark zur Woiwodschaft Nowy Sącz.